# Пећина Снежанка
Пећина Снежанка налази се на Родопским планинама у Бугарској. Удаљена је пет километара од града Пештера.

## Назив
Име је добила због снежно белих пећинских облика у дворани. Читава дворана подсећа на бајку о Снежани и седам патуљака до најситнијих детаља па се још назива и „Чаробна дворана” .

## Карактеристике
Најмања је пећина на територији Бугарске. Дуга је свега 145 метара. Стална годишња температуром у пећини је 9 степени.
Кроз пећину протичу пет подземних језера.

## Унутрашњост
Богата је пећинским украсима. Обилује сталагмитима, сталактитима и драперијама. Дужина највећег сталактита износи 1,27 метара.
Састоји се од више дворана: Дворана брада, Велика дворана, Концертни хол и Чаробна дворане.
- Чаробна дворана име је добила због сталактита који при сваком додиру производе другачији звук. Прекривена је снежно белим кристалима.
- Дворана брада налази се одмах након проласка кроз Чаробну дворану. Са таваница се спушта снажно корење букви старих преко стотину година. Корење вири кроз мермерне стене пећине и подсећају на „тамносмеђе браде”.

У средишту пећине налазе се округла огњишта која потичу из раног гвозденог доба. Око огњишта пронађени су предмети за домаћинство и животињске кости.

## Историја
Настала је пре више од три милиона година. Формира је Новомахленска река.
Пећину су открила три спелеолога 3. јануара 1961. године.
Постоје галерије које још увек нису довољно истражене.

## Туристички значај
Прилаз пећини је уређен а сама пећина добро је осветљена.
Увршћена је на листи 100 Националних туристичких објеката.